# Edgerton, Wisconsin
Edgerton är en stad (city) i Dane County, och Rock County, i Wisconsin i USA. Vid 2010 års folkräkning hade Edgerton 5 461 invånare.

## Kända personer från Edgerton
- Sterling North, journalist och författare
- Steve Stricker, golfspelare